# Medycyna pastoralna
Medycyna pastoralna – nauka pomocnicza praktycznej teologii. Swe zasady czerpie z wiedzy lekarskiej. Jest to zbiór przepisów i wskazówek medycznych, których znajomość jest niezbędna duchownemu.
Najstarsze polskie podręczniki medycyny pastoralnej to:
- wydana we Lwowie w r. 1900 książka „Medycyna pasterska” Józefa Sebastiana Pelczara, polskiego świętego, w pierwszym wydaniu podpisana pseudonimem „Stary Duszpasterz”,
- wydana w 1905 r. w Gnieźnie „Medycyna pastoralna” dr. Juliana Czarneckiego, która m.in. polecała chrzczenie obumierających płodów przez wstrzykiwanie wody święconej do macicy kobiety[1] oraz tłumaczyła schizmy kościelne i pozachrześcijańskie nurty filozoficzne chorobami umysłowymi[2].